# 芸能社会
『芸能社会』（げいのうしゃかい）は、平岩弓枝の小説と、それを原作としたテレビドラマ。

## 概要
『その結婚』のタイトルで「週刊読売」（読売新聞社）1987年5月10・17日合併号から1988年7月17日号に連載。1989年2月16日に『芸能社会』と改題し書籍化された。1992年には文藝春秋社より文庫版（上下巻）が発売されている。
1990年7月期にTBS系でテレビドラマ化。主演は時任三郎。
芸能人マネージャーの裏方としての活躍にスポットをあてつつ、普段表からは見えづらい芸能界について掘り下げた異色のドラマ。時任演じる敏腕マネージャー・大田を通して、芸能事務所の実態、大手事務所から独立したマネージャーの労苦、1人の女性を恋愛対象ではなく女優として売り出すことに徹する苦悩などを描く一方で、その破綻した性格から数々のトラブルを起こし、人気絶頂の大女優の座から転落していくという役どころを沢田亜矢子が演じた。また、沢田演じるむつ子の新婚旅行先および南野陽子演じる愛子の居住地として、シンガポールでのロケが行われた。
本作の出演にあたり、時任は役作りのために髪を切ったというエピソードがある。

## あらすじ
プライドの高い大女優・千種むつ子の敏腕マネージャー・大田は、むつ子と舞台俳優・榊とのスキャンダル発覚後、2人を結婚させるという社長・勝子の方針に従い、新婚旅行をさせる。しかし2人の間はすでに冷え切っており、トラブルを抱える旅であった。その南国の地で大田は一人の少女・愛子と出会う。愛子に天性の素質を見いだした大田は、やがて彼女を日本へ招き芸能人としてデビューさせようとするが…。

## 書籍情報
- 単行本：読売新聞社、1989年2月16日 ISBN 4-643-89002-9

- 文庫版：文春文庫、1992年2月10日
上巻　ISBN 978-4-16-716855-1
下巻　ISBN 978-4-16-716855-1

## テレビドラマ

### キャスト
- 大田芳和：時任三郎
- 坂口愛子：南野陽子
- 榊寛夫：原田大二郎
- 江崎正志：中山秀征（第1話 - 第5話・第7話 - 第11話）
- 斉藤純子：永光基乃
- ユミ：角替和枝（第1話 - 第3話・第5話 - 第10話・最終話）
- 坂口丈治：阿部祐二（第1話・第2話・第4話・第9話・第10話）
- 監督：蛭子能収（第4話 - 第6話・第8話・第9話）
- 岩本仁一：奥村公延（第1話・第3話・第8話 - 第10話）
- 岩本加久子：青木和子（第1話・第3話・第8話 - 第10話）
- 京子：佐藤鈴子（第1話・第3話 - 第5話・第7話 - 第10話）
- 沢木：渕野直幸（第2話 - 第4話・第11話・最終話）
- レポーター
  - 伊東佐知子（第1話・第2話・第4話・第5話・第8話・第11話・最終話）
  - 七尾谷清（第3話 - 第5話・第8話・第11話・最終話）
  - 伊藤としゆき（第11話・最終話）
  - 山下美晴（第11話・最終話）
- 竹山勝子：加賀まりこ
- カメラマン・石井：山西道広（第2話 - 第4話・第9話・第10話）
- 山岸プロデューサー：北村総一朗（第3話 - 第10話）
- 酒井たつ子：鳳八千代（第1話 - 第4話・第6話・第7話・第10話）
- 愛子の母：丹阿弥谷津子（第1話 - 第3話・第5話・第6話・最終話）
- 千種むつ子：沢田亜矢子

#### ゲスト
第1話
- 酒井昭夫：光岡湧太郎（第2話）
- 榊のマネージャー：矢野明仁（第3話）
- フロント：イザベラ ウォン
- 小森和子、ダンプ松本、荒勢、佐藤忠志、鬼沢慶一、岡崎潤司

第3話
- 司会者：五木田武信
- 週刊誌記者：松島勝朗（第4話）
- 喫茶店の客：涌沢利香、河野景子

第4話
- 衣笠美枝子：三條美紀（第5話）
- 脚本家・小野：村松克巳（第6話）
- 共演者：高野初代、丸山秀也、白熊真晃
- 司会者：植田真美
- 電話の声：奥田民義

第5話
- 医者：カルビア クリシュナン
- A・D：鹿野又勲（第7話）

第6話
- 桑原千加子：菊地久美（第7話・第9話）
- 桑原のマネージャー：平山直樹

第7話
- 塾長：瀬下和久（第9話 - 第11話）
- プロデューサー：若尾義昭
- ディレクター：藤井章人

第8話
- 演出家：池田定幸
- 記者：有馬光貴、ドン貫太郎、市山七重
- カメラマン：坂口候一

第9話
- 女将：立花房子（第11話）
- 宣伝部長：大林隆介
- 塾講師：足立義也
- 竹田篤子：大川陽子（第10話・第11話）

第10話
- 松井：内山森彦（第11話）
- 父親役：加藤治
- プロデューサー：高橋豊
- ディレクター：刈田公
- 里見恵：森野恵（第11話）

第11話
- 支配人：西村淳二
- 和夫：上野淳（最終話）
- 係の人：有馬俊郎

最終話
- 司会者：生方恵一
- 監督：村上冬樹
- プロデューサー：金子研三
- 看護婦：中西敦子
- 里見みどり、松田新一、境真理子

### スタッフ
- 原作：平岩弓枝
- 脚本：重森孝子
- 音楽：岩間南平
- 監督：合月勇（全話担当）
- 技術協力：ニューテレス、アンサーズ
- 企画：本間謙二
- プロデュース：池永安秀、井上博
- 製作：TBS、キネマ東京

### 主題歌
- 「こころの炎～Somewhere out there～」小林明子

### 放送日程
| 放送回 | 放送日       | サブタイトル                    |
| ------ | ------------ | ------------------------------- |
| 第1回  | 1990年7月5日 | 大スターの売られた結婚式        |
| 第2回  | 7月12日      | 君を女優にしたくない!           |
| 第3回  | 7月19日      | 女優の危ない嫉妬!               |
| 第4回  | 7月26日      | スキャンダル発覚!               |
| 第5回  | 8月2日       | 妊娠発覚!                       |
| 第6回  | 8月9日       | 愛を引き裂く女の闘い!           |
| 第7回  | 8月16日      | 君に生命を賭けたい!             |
| 第8回  | 8月23日      | 女優とマネージャーの危ない関係! |
| 第9回  | 9月6日       | 疑惑のキャスティング            |
| 第10回 | 9月13日      | 運命のオーディション            |
| 第11回 | 9月20日      | 許されない女優の愛              |
| 最終回 | 9月27日      | 運命の決断                      |

- 8月30日はバレーボール世界選手権女子準々決勝・日本対アメリカ戦放送のため休止。

| TBS系 木曜21枠ドラマ | TBS系 木曜21枠ドラマ | TBS系 木曜21枠ドラマ              |
| 前番組               | 番組名               | 次番組                            |
| -------------------- | -------------------- | --------------------------------- |
| ホットドッグ         | 芸能社会             | 渡る世間は鬼ばかり（第1シリーズ） |